# Rush Medical College
Le Rush Medical College est la faculté de médecine de l'Université Rush, située dans le district médical de l'Illinois, à environ 3 km à l'ouest du Loop à Chicago. 

## Histoire
Fondée en 1837 par Daniel Brainard, l'école, nommée en l'honneur de Benjamin Rush, ouvre ses portes avec 22 étudiants le 4 décembre 1843. 
L'établissement offre un programme de doctorat en médecine et est de nos jours affiliée principalement au Rush University Medical Center (en) et au John H. Stroger Jr. Hospital of Cook County (en). En 2021, le Rush Medical College a été classé 64e parmi les instituts de recherche aux États-Unis par U.S. News & World Report. 

## Anciens élèves
- Robert Alexander Cameron
- Morris Fishbein
- Stephen Alfred Forbes
- Linda Fried
- Evarts Graham
- James Herrick
- Edmund Jacobson
- John Benjamin Murphy
- Esther Somerfeld-Ziskind